# Chiho Saito
Chiho Saito (さいとうちほ, Saitō Chiho, Tokio, 29 juni 1967) is een Japans mangaka. Ze is vooral bekend van haar manga Revolutionary Girl Utena (Shojo Kakumei Utena, 少女革命ウテナ). In 1997 won ze de Shogakukan Manga-prijs in de shojo-categorie voor Kanon. Saito maakt deel uit van het Be-Papas mangacollectief.
Saito's debuutwerk was Ken to Madomoaseru (Het Zwaard en de Mademoiselle) uit 1982. Haar hobby's zijn dans, muziek, opera en sumo.

## Oeuvre
- Anastasia Club
- Waltz in a White Dress (円舞曲は白いドレスで, Walts wa Shiroi Dress de)
  - Lilac Nocturne (紫丁香夜想曲 LILAC NOCTURNE, Shiteikō Yazōkyoku: Lilac Nocturne)
  - Magnolia Waltz (白木蘭円舞曲)
  - Love Stories (恋物語, Koimonogatari)
- One Day, While Meeting a Knight (ある日、ナイトに会ったなら, Aru Hi, Naito ni Attanara)
  - Take Me Away, My Dear Knight (さらフてわたしのナイト, Saratte Watashi no Naito)
- Kanon (music manga) (Kanon, 花音)
- Revolutionary Girl Utena (少女革命ウテナ)
- First Girl (ファースト・ガール, Fāsuto Gāru)
- Basilis no Musume (バシリスの娘, Bashirisu no Musume)
- Beautiful (ビューティフル, Byūtifuru)
- Blue Apple Labyrinth (青りんご迷宮, Ao-Ringo Meikyū)
- Etoile Girl (エトワール・ガール, Etowāru Gāru)
- Sunset Love (目を閉じて愛, Hi wo Tojite Ai)
- Honoka ni Purple (ほのかにパープル, Honaka ni Pāpuru, "A Hint of Purple")
- Dream Ballet (星を摘むドンナ, Hoshi wo Tsumu Donna, "Pluck the Stars, Donna")
- Ice Forest (アイスフォレスト, Aisu Foresuto)
- The Flower Crown Madonna (花冠のマドンナ, Kakkan no Madonna)
- A Love Story in Shepherd Mount (小羊印のるんぱっぱ, Kohitsuji-jirushi no Runpappa)
- Place of Lovers (恋人たちの場所, Koibitotachi no Basho)
- Angel Tattoo (天使のTATTOO, Tenshi no Tattoo)
- Mo Hitori no Marionette (もう一人のマリオネット, Mō Hitori no Marionetto, "One More Marionette")
- Wait for Me at the Opera (オペラ座で待ってて, Opera-za de Mattete)
- Lady Masquerade (レディー・マスカレード, Redī Masukarēdo)
- The World Exists for Me (S&Mの世界, S&M no Sekai, "World of S&M")
- Key of Arabian Nights (千一夜の鍵, Senichiya no Kagi, "1,001 Keys")
- Bronze no Tenshi (ブロンズの天使, Buronzu no Tenshi, "Bronze Angel")
- Chat Noir no Shippo (シャ・ノワールのしっぽ, Sha Nowāru no Shippo, "Black Cat's Tail")
- Silver Wolf (銀の狼, Gin no Ōkami)